# Universidade Tuiuti do Paraná
A Universidade Tuiuti do Paraná é uma universidade localizada no município de Curitiba, no estado do Paraná, no Brasil.

## Etimologia
Tuiuti é uma palavra de origem tupi, que significa "rio do lamaçal", através da junção de tuîuka (lamaçal)  e ty (rio). O nome foi dado em homenagem à Batalha de Tuiuti, ocorrida em 24 de maio de 1866, na Guerra do Paraguai, e que também hoje é o dia da Infantaria do Exército Brasileiro.

## História
Tem sua origem no antigo curso preparatório para o Colégio Militar de Curitiba, criado pelo jovem Tenente Sydnei Lima Santos e Waldyr Jansen de Mello em 1958. 
O curso funcionou de 1958 a 1964 em várias sedes na cidade de Curitiba, dentre elas o Centro de Preparação de Oficiais da Reserva, na Praça Osvaldo Cruz, o Grupo Escolar Barão do Rio Branco e o antigo Colégio Parthenon. Após esse período, foi transferido para a Rua 24 de maio, na antiga residência da família Rangel Santos, já com o nome de Curso Tuiuti.
Além do curso preparatório para as Escolas Militares e Academias de Forças Armadas, o curso oferecia aulas particulares. Em 1966, o coronel criou a Sociedade Educacional Tuiuti nos conceitos do alemão Heinrich Brüsch

### Expansão
No ano de 1972, o coronel Sydnei alugou o prédio onde havia funcionado o Juvenato Marista Paranaense, no bairro das Mercês, instalando ali o cursinho preparatório e o Colégio Tuiuti. Este endereço seria o embrião do que, anos mais tarde, se tornaria em uma das instituições de ensino mais respeitadas do País.
O sucesso do ensino fundamental e médio do Colégio Tuiuti incentivou a oferta de cursos de nível superior. Em 1973, com a autorização para o funcionamento dos cursos de Psicologia, Pedagogia e Letras, a Tuiuti inicia o processo de reconhecimento como instituição de estudos de 3º Grau.
Os primeiros cursos de especialização foram criados em 1980. Em 1987, a Tuiuti criou o Centro de Pós-Graduação, Pesquisa e Extensão. A oferta de cursos de graduação e pós-graduação aumentou gradativamente, até que foram criadas as Faculdades Integradas Tuiuti, em 1993.

### Universidade
Do curso preparatório, do colégio e da faculdade, nasceu a Universidade Tuiuti do Paraná, credenciada em 7 de julho de 1997. Em 2001, com o falecimento do professor Sydnei, assumiu a reitoria da universidade o professor Luiz Guilherme Rangel Santos, até a sua morte, em 5 de setembro de 2021.
A universidade possui cerca de 13 500 alunos e oferece 60 cursos de graduação e graduação tecnológica, além de cursos sequenciais, mestrados, extensões, especializações e doutorado.

### Campus
Os cursos da universidade, inicialmente foram instalados no prédio histórico do Champagnat. Com o aumento da oferta de cursos foi necessária a migração da universidade para outros endereços. Com isso, a universidade foi dividida em vários campi espalhados pela capital. Já foram campi da Tuiuti: Torres, Portão, Vicente Machado, Champagnat, entre outros.
Desde a fundação do campus Barigui, em 1999, vários cursos migraram para o novo endereço, num processo de concentração da estrutura da universidade em um só local.
Após o incêndio no campus Champagnat, ocorrido em fevereiro de 2008, o Barigui se transformou em um canteiro de obras visando a acomodação dos cursos da Faculdade de Ciências Biológicas e de Saúde. Foram reconstruídas as clínicas de odontologia, quatro novos prédios para abrigar as clínicas de saúde e o hospital veterinário, além das diversas adaptações e modificações efetuadas na estrutura já existente. A novidade para o ano de 2009 é a construção e instalação dos elevadores nos prédios que abrigam os blocos de ensino A, B, C e D, no campus Barigui.

### Pesquisa
A Universidade Tuiuti do Paraná conta com programas de pós-graduação Stricto Sensu (mestrado e doutorado) que se dedicam à formação e pesquisa de alunos mestres e doutores, oferecendo também experiência aos alunos de graduação por meio de iniciação científica. O corpo docente é consolidado com profissionais e acadêmicos com vasta experiência nacional e internacional, sendo todos os programas de pós-graduação Stricto Sensu credenciados pelo Ministério da Educação no Brasil . 
Os programas de pós-graduação Stricto Sensu disponíveis abrangem as áreas de Psicologia Forense, Comunicação e Linguagens, Distúrbios da Comunicação e Educação. A seleção para entrada de alunos ocorre de forma semestral e oferece aos alunos condições formativas e experiência para desenvolvimento acadêmico, profissional e pesquisa compatíveis às práticas educativas ao nível de ensino .

## Faculdades eCampi
A universidade é formada por 6 faculdades, que abrangem todas as áreas do conhecimento. São elas:
- Faculdade de Ciências Aeronáuticas
- Faculdade de Ciências Biológicas e de Saúde
- Faculdade de Ciências Exatas e de Tecnologia
- Faculdade de Ciências Humanas, Letras e Artes
- Faculdade de Ciências Jurídicas
- Faculdade de Ciências Sociais Aplicadas

Os Campi da universidade:
- Professor Sydnei Lima Santos - Barigui;
- Schaffer
- Bacacheri

## Ligação externa
- Site oficial